# Acasis appensata
Acasis appensata is een nachtvlinder uit de familie van de spanners (Geometridae).
De spanwijdte van de volwassen vlinder bedraagt 21 tot 23 millimeter. De rups gebruikt christoffelkruid (Actaea spicata) als waardplant.
De soort komt verspreid over een groot deel van het Palearctisch gebied voor, maar niet in Nederland en België.